# 生駒市立緑ヶ丘中学校
生駒市立緑ヶ丘中学校（いこましりつ みどりがおかちゅうがっこう）は、奈良県生駒市緑ケ丘にある公立中学校。

## 沿革
- 1978年5月8日 -開校。

## 概要
- 学校周辺には閑静な住宅街があり、豊かな自然に恵まれている。
- 2学期には緑中三大行事（9月 文化祭、10月 体育祭、11月 音楽祭）がある。11月の音楽祭は、たけまるホール（旧：生駒市中央公民館）で行われる。また、8月の平和学習会は市内のセイセイビルで行われる。－

## 生徒数
全校生徒約1500人、1学年約7－10人。
大半の生徒は生駒市立生駒小学校、生駒市立生駒東小学校のどちらかの出身である。
各学年4 - 5クラス。

## 学校行事
- 4月 - 1学期始業式、入学式
- 5月 - 創立記念日（8日）、部活動懇談会、修学旅行（3年）・
- 7月 - 球技大会、三者懇談、大掃除、1学期終業式
- 8月 - 平和学習会
- 9月 - 2学期始業式、自由参観、文化祭
- 10月 - 体育祭、グリーンクリーン活動、進路説明会（3年）
- 11月 - 校内音楽会（音楽祭）、生徒会役員選挙、職場体験（2年）、授業参観（1 - 2年）、三者懇談（3年）
- 12月 - 避難訓練、三者懇談、大掃除、2学期終業式
- 1月 - 3学期始業式、スキー合宿（1年）
- 2月 - 新1年生保護者入学説明会、新入生1日体験入学、授業参観（1 - 2年）
- 3月 - 修了式

## 部活動
〈運動部〉
- 男子ハンドボール部
- 男子バスケットボール部
- 男子野球部
- 男子サッカー部（R5に廃部）
- 女子ハンドボール部
- 女子ソフトボール部
- 女子バドミントン部
- 女子バレーボール部

## 生徒会活動
- 生徒会本部
- 執行委員会
- 代議員会
- 生活委員会
- 給食委員会
- 美化委員会
- 図書委員会
- 文化委員会
- 保健委員会
- 体育委員会

## 学級会
- 室長（男女各1名）

## アクセス
- 近鉄生駒線 菜畑駅下車、南西へ徒歩約14分
- 近鉄奈良線・近鉄けいはんな線 生駒駅下車、南へ徒歩約18分
  - 「生駒駅南口」から奈良交通バス（90系統）2分「湯船」下車、南西へ徒歩約6分
  - 「生駒駅南口」から奈良交通バス（90系統）3分「新旭ヶ丘」下車、西へ徒歩約7分

## 学校周辺
- 生駒市立生駒幼稚園
- 生駒警察署 湯船駐在所
- パンダカフェ
- 松井小児科

## その他
- 生徒会はエコキャップ運動、赤十字募金、赤い羽根募金などの奉仕活動に積極的に参加している。

## 通学区域が隣接している学校
- 生駒市立生駒中学校
- 奈良市立富雄第三中学校
- 生駒市立大瀬中学校
- 生駒市立生駒南中学校
- （大阪府）東大阪市立枚岡中学校
- （大阪府）東大阪市立石切中学校